# 뉴질랜드의 국기

국기 비율 1:2

뉴질랜드의 국기는 1902년에 처음 제정되었으며, 1981년 다시 제정되었다. 진한 파랑 바탕의 왼쪽 위에 있는 유니언 잭은 뉴질랜드가 영국 연방의 일원임을 상징한다. 흰색 테두리를 두른 빨간색 오각별 4개는 남십자성이며, 남색 바탕은 남태평양을 나타내고 별들의 위치는 남태평양에서의 이 나라 위치를 나타내며 거의 오스트레일리아의 국기와 비슷하다.

## 규격과 색상
뉴질랜드의 국기 규격과 색상은 다음과 같다.

뉴질랜드의 국기 규격

| 색상 | 파랑               | 빨강                | 하양                  |
| ---- | ------------------ | ------------------- | --------------------- |
| RGB  | 0–36–125 (#00247D) | 204–20–43 (#CC142B) | 255–255–255 (#FFFFFF) |

## 역사
1840년부터 1901년까지는 유니언 잭을 국기로 사용하였다. 현재의 기는 영국의 상선에 게양하는 기를 기본으로 하였으며, 1865년부터 이 나라의 상선에 사용하기 시작하였고 이후 유니언잭과 함께 육지에서도 사용해오다가 1902년 6월 12일 국기로 제정하였다.
이후 1981년 ‘국기·상징·명칭에 관한 보호법’에 의하여 다시 제정되었다.

## 변경 논의
뉴질랜드의 국기를 유지할 것인지 변경할 것인지에 대한 논의는 1973년 5월 뉴질랜드 노동당의 전당대회에서 국기 변경에 대한 의제가 투표에 붙여지기 이전부터 시작되었다. 핵심 논의는 뉴질랜드 국기의 유니언 잭을 유지할지, 아니면 캐나다의 국기(단풍잎기)와 같이 새로운 상징물로 대체할 지에 맞춰져 있다.
2014년 3월 11일, 존 키 총리는 연설에서 제51대 의회의 임기 내에 새 국기 채택 여부에 대한 국민투표를 할 것이라 발표했다. 국민투표는 두 단계로 나눠 진행될 계획이다. 2014년 10월 15일 키 총리는 2015년 말쯤 첫 국민투표를 시행할 것이라 발언했다.
2015년부터 2016년까지 국기 변경에 대한 국민투표가 시행되었으나, 투표 결과 국기 변경은 부결되었다.

## 그 외의 기
|        |               |        |        |
| 상선기 | 민간 항공기기 | 해군기 | 공군기 |
|        |               |        |        |
| 왕실기 | 총독기        | 경찰기 |        |

## 과거의 기
|                           |                      |                                   |                      |  |
| 정부 선적기 (1867~1869년) | 총독기 (1874~1908년) | 총독기 (1908~1935년)              | 총독기 (1936~1947년) |  |
|                           |                      |                                   |                      |  |
| 총독기 (1947~1953년)      | 총독기 (1953~2008년) | 1980년 하계 올림픽 당시 사용한 기 |                      |  |

## 같이 보기
- 뉴질랜드의 국장
- 대영 제국의 기 목록